# Filmografia de Matt Damon

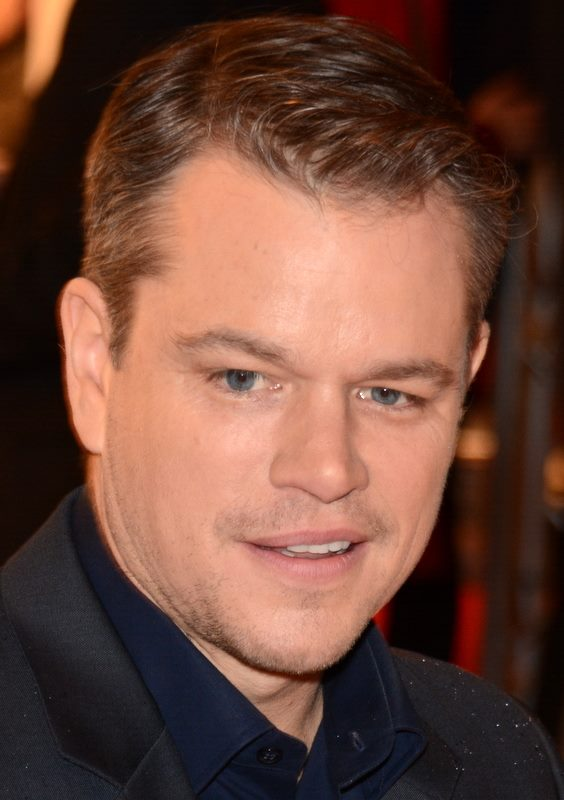
Matt Damon, 2014.

Matt Damon é um ator, roteirista e produtor norte-americano. Damon fez sua estreia no cinema aos 18 anos de idade, na comédia romântica Mystic Pizza, no entanto com uma única fala. Aos 22 anos, tem um papel de destaque considerável em Geronimo: An American Legend, mas sua carreira só despontaria em 1997, como ator e roteirista em Gênio Indomável, tal que recebeu dois indicações ao Óscar, de Melhor ator e melhor roteiro original, vencendo o último

## Filmografia

### Cinema
| Cinema | Cinema                                              | Cinema                              | Cinema                           | Cinema                            |
| ------ | --------------------------------------------------- | ----------------------------------- | -------------------------------- | --------------------------------- |
| Ano    | Título original                                     | Título no Brasil                    | Papel                            | Notas                             |
| 1988   | Mystic Pizza                                        | Três mulheres, três amores          | Steamer                          |                                   |
| 1988   | The Good Mother                                     | O Preço da Paixão                   | Extra                            |                                   |
| 1989   | Field of Dreams                                     | Campo dos Sonhos                    | Fã de beisebol no Fenway Park    | Não foi creditado                 |
| 1992   | School Ties                                         | Código de Honra                     | Charlie Dillon                   |                                   |
| 1993   | Geronimo: An American Legend                        | Gerônimo: Uma lenda americana       | Britton Davis                    |                                   |
| 1995   | The Good Old Boys                                   | Os Bons e Velhos Companheiros       | Cotton Calloway                  |                                   |
| 1996   | Glory Daze                                          | Dias de Glória                      | Edgar Pudwhacker                 |                                   |
| 1996   | Courage Under Fire                                  | Coragem Sobre Fogo                  | Specialist Ilario                |                                   |
| 1997   | Chasing Amy                                         | Procura-se Amy                      | Shawn Oran Executive #2          |                                   |
| 1997   | The Rainmaker                                       | O Homem que Fazia Chover            | Rudy Baylor                      |                                   |
| 1997   | Good Will Hunting                                   | Gênio Indomável                     | Will Hunting                     | Também foi roteirista             |
| 1998   | Saving Private Ryan                                 | O Resgate do Soldado Ryan           | Soldado James Francis Ryan       |                                   |
| 1998   | Rounders                                            | Cartas na mesa                      | Mike McDermott                   |                                   |
| 1999   | Dogma                                               | Dogma                               | Loki                             |                                   |
| 1999   | The Talented Mr. Ripley                             | O Talentoso Ripley                  | Tom Ripley                       |                                   |
| 2000   | Titan A.E.                                          | Titan                               | Cale Tucker                      | Voz                               |
| 2000   | The Legend of Bagger Vance                          | Lendas da Vida                      | Rannulph Junuh                   |                                   |
| 2000   | Finding Forrester                                   | Encontrando Forrester               | Steven Sanderson                 |                                   |
| 2000   | All the Pretty Horses                               | Espírito Selvagem                   | John Grady Cole                  |                                   |
| 2001   | Jay and Silent Bob Strike Back                      | O império do besteirol contra-ataca | Ele mesmo                        |                                   |
| 2001   | Ocean's Eleven                                      | Onze Homens e um Segredo            | Linus Caldwell                   |                                   |
| 2001   | The Majestic                                        | Cine Majestic                       | Luke Trimble                     | Voz                               |
| 2002   | Gerry                                               | Gerry                               | Gerry                            | Também foi roteirista             |
| 2002   | Spirit: Stallion of the Cimarron                    | Spirit: O corcel indomável          | Narrador                         | Voz                               |
| 2002   | The Third Wheel                                     | Triângulo Amoroso                   | Kevin                            |                                   |
| 2002   | The Bourne Identity                                 | A Identidade Bourne                 | Jason Bourne                     |                                   |
| 2002   | Confessions of a Dangerous Mind                     | Confissões de uma Mente Perigosa    | Matt                             |                                   |
| 2003   | Stuck on You                                        | Ligado a Você                       | Bob Tenor                        |                                   |
| 2004   | EuroTrip                                            | Eurotrip: Passaporte para confusão  | Donny                            |                                   |
| 2004   | Jersey Girl                                         | Menina dos olhos                    | PR Exec #2                       |                                   |
| 2004   | The Bourne Supremacy                                | A Supremacia Bourne                 | Jason Bourne                     |                                   |
| 2004   | Ocean's Twelve                                      | Doze Homens e Outro Segredo         | Linus Caldwell                   |                                   |
| 2004   | Howard Zinn: You Can't Be Neutral on a Moving Train | Ele mesmo                           | Narrador                         | Documentário                      |
| 2005   | Magnificent Desolation: Walking on the Moon 3D      | Ele mesmo                           | Al Shepard (voz)                 | Documentário                      |
| 2005   | The Brothers Grimm                                  | Os Irmãos Grimm                     | Wilhelm Grimm                    |                                   |
| 2005   | Syriana                                             | Syriana: A indústria do petróleo    | Bryan Woodman                    |                                   |
| 2006   | The Departed                                        | Os Infiltrados                      | Colin Sullivan                   |                                   |
| 2006   | The Good Shepherd                                   | O Bom Pastor                        | Edward Wilson                    |                                   |
| 2007   | Ocean's Thirteen                                    | Treze Homens e um Novo Segredo      | Linus Caldwell                   |                                   |
| 2007   | The Bourne Ultimatum                                | O Ultimato Bourne                   | Jason Bourne                     |                                   |
| 2007   | Youth Without Youth                                 | Velha Juventude                     | Repórter da Life Magazine        | Não foi creditado                 |
| 2008   | Che                                                 | Che - O Argentino                   | Fr. Schwarz                      |                                   |
| 2009   | Gake no Ue no Ponyo                                 | Ponyo                               | Koichi                           | dublagem em inglês                |
| 2009   | The Informant!                                      | O Informante                        | Mark Whitacre                    |                                   |
| 2009   | Invictus                                            | Invictus                            | Francois Pienaar                 |                                   |
| 2009   | The People Speak                                    | Ele mesmo                           | Ele mesmo                        | Documentário; Também foi produtor |
| 2010   | Green Zone                                          | Zona Verde                          | Chief Warrant Officer Roy Miller |                                   |
| 2010   | Hereafter                                           | Além da Vida                        | George Lonegan                   |                                   |
| 2010   | True Grit                                           | Bravura Indômita                    | LeBoeuf                          |                                   |
| 2010   | Inside Job                                          | Trabalho Interno                    | Narrador                         | Documentário                      |
| 2011   | The Adjustment Bureau                               | Os Agentes do Destino               | David Norris                     |                                   |
| 2011   | Contagion                                           | Contágio                            | Mitch Emhoff                     |                                   |
| 2011   | Margaret                                            | Margaret                            | Aaron Caije                      |                                   |
| 2011   | Happy Feet Two                                      | Happy Feet 2                        | Bill the Krill                   | Voz                               |
| 2011   | We Bought a Zoo                                     | Compramos um Zoológico              | Benjamin Mee                     |                                   |
| 2012   | Promised Land                                       | Terra Prometida                     | Steve Butler                     | Também foi produtor e roteirista  |
| 2013   | Elysium                                             | Elysium                             | Max da Costa                     |                                   |
| 2013   | The Zero Theorem                                    | O Teorema Zero                      | Management                       |                                   |
| 2014   | The Monuments Men                                   | Os Caçadores de obra-prima          | James Granger                    |                                   |
| 2014   | The Man Who Saved the World                         | O Homem que Salvou o Mundo          | Ele mesmo                        | Documentário                      |
| 2014   | Interstellar                                        | Interstellar                        | Dr. Mann                         |                                   |
| 2015   | The Martian                                         | Perdido em Marte                    | Mark Watney                      |                                   |
| 2016   | Manchester by the Sea                               | Manchester à Beira-Mar              |                                  | Produtor                          |
| 2016   | Jason Bourne                                        | Jason Bourne                        | Jason Bourne                     | Produtor e roteirista             |
| 2016   | The Great Wall                                      | A Grande Muralha                    | William                          |                                   |
| 2017   | Downsizing                                          | Pequena Grande Vida                 | Paul Safranek                    |                                   |
| 2017   | Thor: Ragnarok                                      | Thor: Ragnarok                      | Ator interpretando Loki          | Não creditado                     |
| 2017   | Suburbicon                                          | Suburbicon - Bem-vindos ao paraíso  | Gardner Lodge                    |                                   |
| 2018   | Deadpool 2                                          | Deadpool 2                          | Caminhoneiro                     | Creditado como "Dickie Greenleaf" |
| 2018   | Unsane                                              |                                     | Detetive Ferguson                |                                   |
| 2019   | Ford v Ferrari                                      | Ford vs. Ferrari                    | Carroll Shelby                   |                                   |
| 2019   | Jay and Silent Bob Reboot                           | Jay and Silent Bob Reboot           | Loki                             |                                   |
| 2022   | Thor: Love and Thunder                              | Thor: Amor e Trovão                 | Ator interpretando Loki          | [carece de fontes?]               |
| 2021   | Stilllwater                                         | Stillwater - Em busca da verdade    | Bill Baker                       |                                   |
| 2023   | Oppenheimer                                         | Oppenheimer                         | Leslie Groves                    | [ 2 ]                             |
| 2025   | Small Things Like These                             | Pequenas Coisas Como Estas          |                                  | Produtor                          |

### Televisão
| Televisão       | Televisão                     | Televisão        | Televisão                                    |
| --------------- | ----------------------------- | ---------------- | -------------------------------------------- |
| Ano             | Título                        | Papel            | Notas                                        |
| 1990            | Rising Son                    | Charlie Robinson | Filme de TV                                  |
| 2001-2005, 2015 | Project Greenlight            |                  | 33 episódios; também como produtor executivo |
| 2002            | Saturday Night Live           | Ele mesmo        | participação especial                        |
| 2002            | Bernie Mac - Um Tio da Pesada | Ele mesmo        | participação especial                        |
| 2002            | Will & Grace                  | Owen             | Temporada: 4 Episódio: 16                    |
| 2003-2009       | Journey to Planet Earth       | Narrador         | 8 episódios                                  |
| 2007            | Arthur                        | Ele mesmo (voz)  | participação especial                        |
| 2009            | Entourage                     | Ele mesmo        | participação especial                        |
| 2010-2011       | Um Maluco na TV               | Carol Burnett    | 4 episódios                                  |
| 2013            | Jimmy Kimmel Live!            | Ele mesmo        | Episódio: "Jimmy Kimmel Sucks!"              |
| 2013            | Casa de Mentiras              | Ele mesmo        | Episódio: "Damonschildren.org"               |
| 2013            | Behind the Candelabra         | Scott Thorson    | Filme de TV                                  |
| 2014            | Years of Living Dangerously   | Ele mesmo        | Episódio: "Um futuro perigoso"               |
| 2015            | Galaxy World of Alisa         | Ber e Ik         | dublagem britânica e americana               |